# Cobalt(II) acetat
Cobalt(II) acetat là muối cobalt(II) của acid acetic với công thức hóa học Co(C2H3O2)2. Nó thường được tìm thấy dưới dạng tetrahydrat Co(CH3CO2)2·4H2O, còn được viết tắt là Co(OAc)2·4H2O. Nó được sử dụng làm chất xúc tác.

## Điều chế và tính chất
Giống như nhiều muối acetat của kim loại chuyển tiếp khác, cobalt(II) acetat được tạo ra bằng phản ứng của cobalt(II) oxide hoặc hydroxide với acid acetic:
CoO+ 2 CH3CO2H + 3 H2O → Co(CH3CO2)2·4H2O
Tinh thể học tia X đã chứng minh tetrahydrat có cấu trúc bát diện, trung tâm cobalt phối trí với bốn phân tử nước và hai phối tử acetat.Nickel(II) acetat cũng có cấu trúc tương tự.
Nhiều loại hydrat khác nhau được biết đến bao gồm Co(CH3CO2)2·H2O và [Co(CH3CO2)2]5·0,5H2O.

## Phản ứng và sử dụng
Cobalt(II) acetat là tiền thân của nhiều loại chất làm khô dầu, chất xúc tác cho phép sơn và vecni cứng lại.
Cobalt(II) acetat khan là nguồn cobalt được sử dụng rộng rãi trong quá trình tổng hợp vật liệu, chất xúc tác và điều chế các phức chất.

## An toàn
Muối cobalt có tính độc.